# Karangpasar
Karangpasar is een bestuurslaag in het regentschap Grobogan van de provincie Midden-Java, Indonesië. Karangpasar telt 2346 inwoners (volkstelling 2010).